# N.E.R.O.: Nothing Ever Remains Obscure
N.E.R.O.: Nothing Ever Remains Obscure è un videogioco d'avventura in prima persona del 2015, prima opera della software house italiana Storm in a Teacup.
È stato pubblicato anche nella raccolta Soedesco Collection - Volume 1 insieme ad altri due giochi, Adam's Venture: Origins e Reus.

## Trama
Il gioco racconta, in maniera onirica, l'elaborazione del lutto da parte di Nero, un uomo che ha perso il figlio David, vittima di una malattia incurabile, e ancor prima la moglie Silvia, vittima di una grave depressione dovuta alla malattia incurabile e straziante del figlio. Il giocatore impersona David, che viene accompagnato da Nero, il quale fa anche da voce narrante, in un viaggio fiabesco dietro cui si disvelano ricordi dolorosi, con l'obiettivo, una volta superati gli ostacoli, di rivedere la «bellissima ipocrita» Silvia che si trova già nell'aldilà. A quel punto, dopo il commovente ma breve ricongiungimento dei tre, madre e figlio scompaiono, mentre Nero, superati grazie al viaggio i sensi di colpa per non aver saputo salvare la sua famiglia, ritrova la luce e si riaffaccia alla vita.